# Крым (разведывательный корабль)
«Крым», ССВ-590 «Крым» — большой разведывательный корабль проекта 394Б Черноморского флота ВМФ СССР и ВМФ России. До 1977 года классифицировался как экспедиционное океанографическое судно.

## Служба
Большой разведывательный корабль (БРЗК) «Крым» проекта 394Б был построен в городе Николаеве на Черноморском ССЗ. Заводской номер № 294. Введён в эксплуатацию в декабре 1969 года. Вступил в строй Черноморского флота.
Корабль 1-го ранга. Бортовые номера ССВ-590(1979), 626(1990).
С 1 июня 1971 года входил в состав 112-й бригады разведывательных кораблей Черноморского флота.

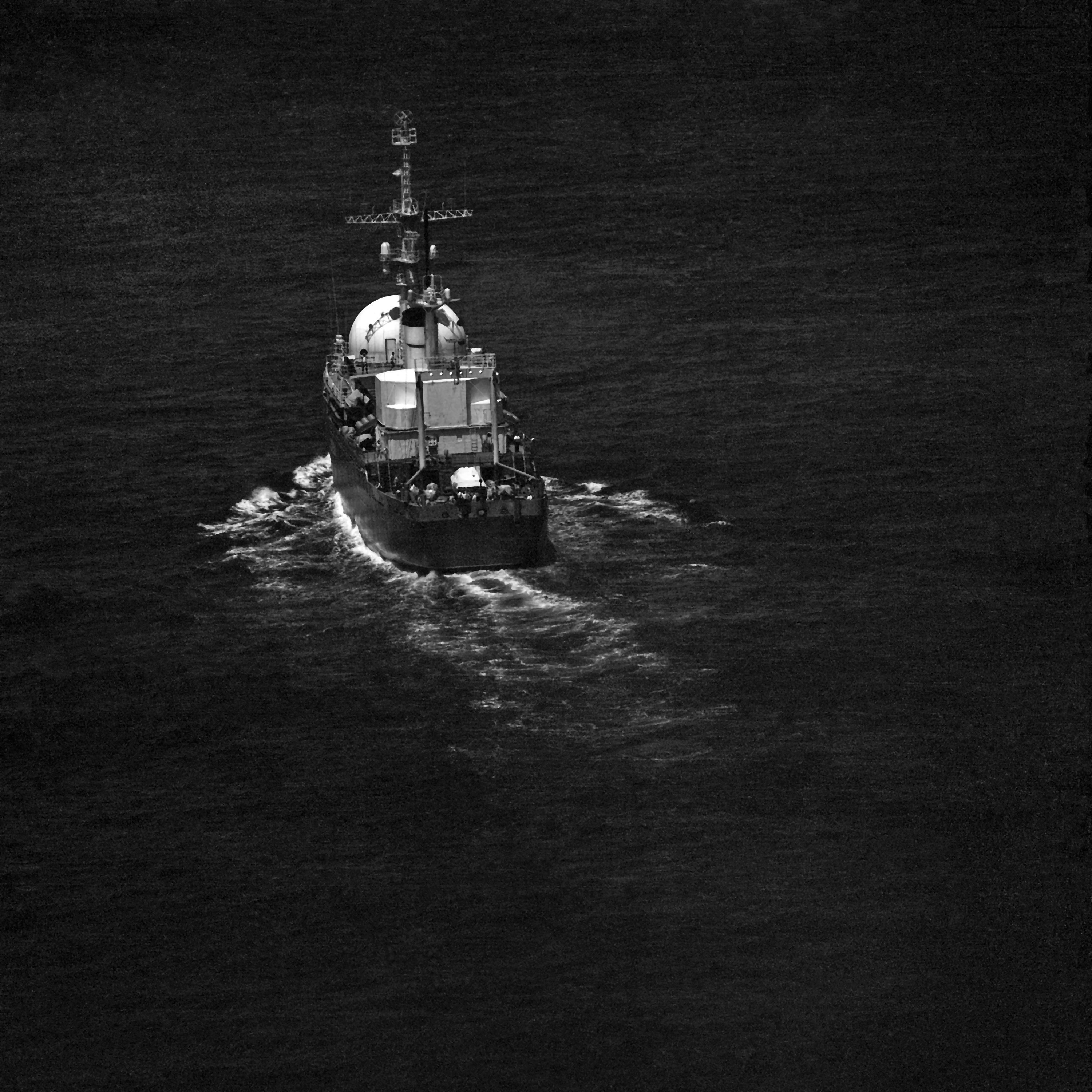

Вёл разведку в средиземноморском регионе в интересах 5-й Средиземноморской эскадры кораблей ВМФ. В ходе арабо-израильской войны Судного дня в октябре 1973 года наиболее ценные разведывательные данные добывались разведывательными кораблями «Кавказ», «Крым», «Курс», «Ладога» и «ГС-239».
В 1974 году «Крым» был направлен командование в сирийский порт Тартус с заданием провести заправку 300 тонами топлива и хронометрировать её время для оценки пропускной способности пункта базирования. Время доставки топлива из глубины страны в терминалы порта автотранспортом оказалось неприемлемо большим, а стоимость высокой.
До 1977 года классифицировался как экспедиционное океанографическое судно. В 80-х годах на кораблях серии для самообороны разместили ПЗРК «Стрела-2».
В/ч 87263. Базировался на Севастополь, позднее на Крымскую военно-морскую базу, посёлок Мирный, озеро Донузлав, в последние годы на Севастополь.
В 1988 году осуществил дальний поход в Атлантику, с заходом на Кубу.
БРЗК «Крым» был исключен из состава флота 21 февраля 1997 года. Уведён и разобран на металл в Камышовой бухте Севастополя в 2000 году.

## Командиры
- капитан 2-го ранга, капитан 1-го  ранга И. Е. Бочарин (1969—1975).
- капитан 2-го ранга Неделин.
- капитан 1-го ранга Беляев.